# Зог нит кейн мол
«Зог нит кейн мол» (Никогда не говори; идиш זאָג ניט קיין מאָל‎ — zɔg nit kɛjn mɔl) — партизанский гимн «Не говори, что ты идёшь в последний путь» (идиш זאָג ניט קיינמאָל, אז דו גייסט דעם לעצטן וועג‎), известный также как «Гимн еврейских партизан», был написан Гиршем Гликом (1922—1944) в 1942 году в Вильнюсском гетто.

## История
Слова были положены на популярную в довоенные годы мелодию братьев Покрасс из песни «То не тучи — грозовые облака» («Терская походная»). «Терская походная» была написана в 1936 году на слова Алексея Суркова для полнометражного документального фильма «Я, сын трудового народа…». Сам фильм на экраны так и не вышел, но песня стала известна благодаря исполнению Леонида Утёсова.
Песня Гирша Глика стала гимном Объединённой партизанской организации — еврейского антинацистского подполья, действовавшего в Виленском гетто.
Песня была опубликована 16 февраля 1945 года в Палестине в ежедневной газете Аль Хамишмар («На страже»). В СССР гимн еврейских партизан был впервые опубликован в книге Аврома Суцкевера «Фун вилнер гето» («Виленское гетто»), вышедшей в государственном издательстве «Дер Эмес» в 1946 году. На русском языке гимн был опубликован в «Избранных произведениях» поэта Переца Маркиша в 1960 году. Он был переведён на десятки языков, исполнялся в разных странах. Среди исполнителей гимна был Поль Робсон, который спел его на идише на концерте в Москве в 1949 году, в разгар кампании по «борьбе с космополитизмом».
Слова гимна высечены на памятниках еврейским партизанам в Бат-Яме и Гиватаиме.
Каждый год, отмечая день восстания в Варшавском гетто, хор Войска Польского исполняет его на идише.

## Текст песни
| Идиш ,זאָג ניט קיין מאָל, אַז דו גייסט דעם לעצטן וועג .כאָטש הימלען בלײַענע פֿאַרשטעלן בלויע טעג — קומען וועט נאָך אונדזער אויסגעבענקטע שעה !ס׳וועט אַ פּויק טאָן אונדזער טראָט: מיר זײַנען דאָ ,פֿון גרינעם פּאַלמענלאַנד ביז ווײַסן לאַנד פֿון שניי ,מיר קומען אָן מיט אונדזער פּײַן, מיט אונדזער וויי ,און וווּ געפֿאַלן ס׳איז אַ שפּריץ פֿון אונדזער בלוט !שפּראָצן וועט דאָרט אונדזער גבֿורה, אונדזער מוט ,ס׳וועט די מאָרגנזון באַגילדן אונדז דעם הײַנט ,און דער נעכטן וועט פֿאַרשווינדן מיט דעם פֿײַנט — נאָר אויב פֿאַרזאַמען וועט די זון אין דעם קאַיאָר .ווי אַ פּאַראָל זאָל גיין דאָס ליד פֿון דור צו דור ,דאָס ליד געשריבן איז מיט בלוט, און ניט מיט בלײַ ,ס׳איז ניט קיין לידל פֿון אַ פֿויגל אויף דער פֿרײַ דאָס האָט אַ פֿאָלק צווישן פֿאַלנדיקע ווענט .דאָס ליד געזונגען מיט נאַגאַנעס אין די הענט ,טאָ זאָג ניט קיין מאָל, אַז דו גייסט דעם לעצטן וועג .כאָטש הימלען בלײַענע פֿאַרשטעלן בלויע טעג — קומען וועט נאָך אונדזער אויסגעבענקטע שעה !ס׳וועט אַ פּויק טאָן אונדזער טראָט: מיר זײַנען דאָ | Транскрипция Zog nit keyn mol, az du geyst dem letstn veg, Khotsh himlen blayene farshteln bloye teg. Kumen vet nokh undzer oysgebenkte sho, S’vet a poyk ton undzer trot: mir zaynen do! Fun grinem palmenland biz vaysn land fun shney, Mir kumen on mit undzer payn, mit undzer vey, Un vu gefaln s’iz a shprits fun undzer blut, Shprotsn vet dort undzer gvure, undzer mut! S’vet di morgnzun bagildn undz dem haynt, Un der nekhtn vet farshvindn mit dem faynt, Nor oyb farzamen vet di zun in dem kayor - Vi a parol zol geyn dos lid fun dor tsu dor. Dos lid geshribn iz mit blut, un nit mit blay, S’iz nit keyn lidl fun a foygl oyf der fray, Dos hot a folk tsvishn falndike vent Dos lid gezungen mit naganes in di hent. To zog nit keyn mol, az du geyst dem letstn veg, Khotsh himlen blayene farshteln bloye teg. Kumen vet nokh undzer oysgebenkte sho — S’vet a poyk ton undzer trot: mir zaynen do! | Подстрочник Никогда не говори, что идёшь в последний путь, Хоть свинцовые небеса скрыли синие дни. Придёт ещё наш долгожданный час. Барабаном пробьёт наш шаг: мы здесь! От земли зелёных пальм до земель белого снега Проходим мы с нашей болью и нашим горем Там, где упали брызги нашей крови, Там взойдет наша смелость, наша отвага. Утро будет с нами сегодня, А вчерашний день канет с нашими врагами, Но если солнце задержится на заря не взойдет для нас, Эта песня будет передаваться из поколение в поколение как пароль. Эта песня написана кровью, а не свинцом. Птицы на свободе так не поют, Это люди меж рушащихся стен Поют эту песню с оружием в руках. Итак — никогда не говори, что идёшь в последний путь, Хоть тёмные небеса скрыли синие дни. Придёт ещё наш желанный час. Барабаном пробьёт наш шаг: мы здесь! |

Известно 4-5 вариантов перевода песни на русский язык.